# Govindapur Malahanama
Govindapur Malahanama – gaun wikas samiti we wschodniej części Nepalu w strefie Sagarmatha w dystrykcie Siraha. Według nepalskiego spisu powszechnego z 2001 roku liczył on 1201 gospodarstw domowych i 6758 mieszkańców (3363 kobiet i 3395 mężczyzn).